# Felttoget i Italien
Felttoget i Italien i 2. verdenskrig var navnet på de allieredes operationer i og omkring Italien, fra 1943 til slutningen af krigen. Joint Allied Forces Headquarters (AFHQ) blev operationelt ansvarlig for alle de allieredes landstyrker på Middelhavsfronten, og AFHQ planlagde og kommandere invasionen af Sicilien og felttoget på det italienske hovedland indtil de tyske styrker overgav sig i maj 1945.
Det er skønnet at mellem september 1943 og april 1945 blev omkring 60.000 allierede og 50.000 tyske soldater dræbt i Italien. De totale allierede tab under felttoget var på over 320.000, mens aksemagternes tab (eksklusiv dem der var ved den sidste overgivelse) var på over 658.000. Intet andet felttog i Vesteuropa kostede mere end det i Italien, når man tæller dræbte og sårede.

## Strategisk baggrund
Selv før sejren i felttoget i Nordafrika, var der uenighed mellem de allierede om hvilken strategi, der var bedst til aksemagternes nederlag.
Briterne, især Winston Churchill, ville have en traditionel flåde støttet strategi. Selv med en stor hær, men med en større flådestyrke, var den traditionelle britiske strategi mod en fjende på hovedlandet at kæmpe som en del af en koalition og landsætte små flådeoperationer, som skulle gradvist svække fjenden. Amerikanerne, med en langt større hær, ville hellere have en mere direkte strategi for at fjerne hovedstyrken af Wehrmacht i Nordeuropa. For at kunne starte sådan et felttog, skulle man først vinde slaget om Atlanten.
Den strategiske uenighed var stor, da lederne af den amerikanske stab ville have en invasion af Frankrig så hurtigt som muligt, mens briterne ønskede at lave en strategi for Middelhavsområdet. Den amerikanske stab mente, at en storstilet invasion af Frankrig, så hurtigt som muligt var nødvendigt for at afslutte krigen i Europa, og ikke have nogen andre sideløbende operationer, der kunne forsinke planen. Briterne mente, at tilstedeværelsen af et stort antal tropper trænet til amfibielandgange i Middelhavet kunne gøre en begrænset invasion muligt og nyttigt.
Før eller siden ville de amerikanske og britiske politikere træffe beslutningen om at starte en invasion af Frankrig i starten af 1944, men med et lavt prioritet italiensk felttog som fulgte den amerikanske præsident Roosevelts ønske om, at have amerikanske styrker i Europa i 1943 og hans andet ønske om at fjerne Italien fra krigen. Man håbede på at en invasion ville få dem ud af krigen. At fjerne Italien som en fjende, ville også få de allierede flådestyrker, især Royal Navy, til at dominere totalt i Middelhavet, og forbedre kommunikationen med Egypten, Mellemøsten, Fjernøsten og Indien. Det ville også betyde at tyskerne måtte flytte tropper fra østfronten for at forsvare Italien og hele den franske sydkyst, mens de skulle være i kamp mod russerne. Italienerne ville også være tvunget til at trække deres tropper tilbage fra Sovjetunionen for at forsvare Italien.

## Felttoget

### Invasionen af Sicilien
En kombineret britisk-canadisk-amerikansk invasion af Sicilien begyndte den 10. juli 1943 med både amfibie og luftbårne landgange ved Gelabugten og nord for Siracusa. De forsvarende tyske og italienske styrker kunne ikke forhindre de allieredes erobring af øen, men det lykkedes at evakuere de fleste af deres tropper til fastlandet, hvor den sidste forlod øen den 17. august 1943. De allierede styrker fik erfaring med amfibieoperationer og masse luftbårne udspring.

### Invasionen af selve Italien
Styrker fra den britiske 8th Army gik i land på Italiens "tå" den 3. september 1943 i Operation Baytown, den samme dag som den italienske regering blev enige om en våbenhvile med de allierede. Den blev offentligt til Italien den 8. september, og selvom de tyske tropper forberedte sig på at forsvare sig uden hjælp fra italienerne, blev alle af deres divisioner afvæbnet, bortset fra to ved 8th Army og en ved Salerno.
Den 9. september gik styrker fra den amerikanske 5th Army i land ved Salerno i Operation Avalanche, hvor de mødte kraftig tysk beskydning. Britiske styrker blev landsat ved Taranto i Operation Slapstick, men det var næsten forladt for tyske styrker. Man håbede at med den italienske overgivelse, ville tyskerne trække sig nord på, da Adolf Hitler var blevet overbevist om, at det sydlige Italien ikke var strategisk vigtig. Men det skete ikke, selvom 8th Army var i stand til at rykke nemt frem langs østkysten til havnen i Bari og de vigtige flyvepladser omkring Foggia. Den tyske 10. armé modtog ikke forstærkninger fra nord og kunne derfor ikke stoppe landgangen ved Salerno. Den allierede indsats i vest blev centreret om havnen i Napoli. Napoli blev valgt, fordi det var den nordligste havneby, der kunne få støtte af allierede jagerfly der opererede fra Sicilien.
Da de allierede rykkede mod nord, mødte de i stigende grad vanskeligt terræn. Specielt Appenninernebjergene dannede en lang kæde op gennem den italienske halvø og videre mod øst. I de mest bjergrige områder ved Abbruzzi bestod mere end halvdelen af bredden af halvøen af toppe på over 900 m, som var relativt lette at forsvare, og da de allierede også skulle forcere en række af højderygge og floder på tværs af deres linje i forvejen. Floderne var offer for pludselige og uventede oversvømmelser, der konstant irriterede de allierede leders planer.

### Allierede fremrykning til Rom
I starten af oktober 1943 blev Hitler overbevist af hans armégruppekommanderende i Syditalien, Feltmarskal Albert Kesselring, at forsvaret af Italien bør laves så langt væk fra Tyskland som muligt. Dette ville det svære for de allierede, at erobrer flere flyvepladser, der kom tætte på Tyskland, pga. Centralitaliens naturlige forsvarsgeografi. Hitler blev også overbevist, at hvis man var for blød i Syditalien, ville de allierede bruge Italien, som et springbræt for en invasion af Balkan med de vigtige olie, bauxit og kobber ressourcer. 
Kesselring fik kommandoen over hele Italien og beordrede med det samme bygningen af en række forsvarslinjer ind over Italien syd for Rom. To linjer, Volturno-linjen og Barbara-linjen, blev brugt til at forsinke den allierede fremrykning, så man kunne bygge nogle større forsvarslinjer. Det var Gustav-linjen og to liggende forsvarslinjer vest for Appenninernebjergene, Bernhardt-linjen og Hitler-linjen.
Gustav-linjen viste sig at være en stor forhindring for de allierede i slutningen af 1943, der forsinkede dem på 5th Armys front, på den vestlige side af Italien. Selvom Gustav-linjen blev brudt på 8th Armys Adriaterhavsfront og Ortona erobret, fik voldsomme snestorme, fygende sne og ingen sigtbarhed ved slutningen af december fremrykningen til at stoppe. De allieredes fokus kom så over på den vestlige front, hvor et angreb gennem Liri-dalen blev betragtet som den bedste chance for et gennembrud mod Rom. Landgange ved Anzio bag linjen blev udført for at få Gustav-linjen til at brude sammen, men håbet for tidlig fremgang inde i landet for at afskære det tyske forsvar kom ikke og styrkerne ved Anzio blev fanget i deres eget brohoved.
Det tog fire store offensiver mellem januar og maj 1944 før linjen blev brudt af et kombineret angreb af 5th og 8th Army (inklusiv britiske, amerikanske, franske, polske og canadiske korps) koncentreret langs en 32 km lang front mellem Monte Cassino og vestkysten. På det samme tidspunkt brød styrker ved Anzio ud af brohovedet, men muligheden for at afskære og ødelægge store dele af den tyske 10. armé, der var på tilbagetog fra Gustav-linjen, gik tabt, på randen af en succes, da styrkerne ved Anzio skiftede retning ved at rykke parallelt med kysten for at erobre Rom. Rom blev erklæret en åben by at den tyske hær og amerikanske styrker gik ind i byen den 4. juni.

### Allierede fremrykning ind i Norditalien
Efter erobringen af Rom og invasionen af Normandiet i juni, skulle mange erfarne amerikanske og franske enheder, i alt 7 divisioner, deltage i Operation Dragoon, de allieredes invasion af Sydfrankrig. Disse enheder blev delvist erstattet af den brasilianske 1. infanteridivision, fra den brasilianske ekspeditionsstyrke (FEB).
I perioden fra juni til august 1944 rykkede de allierede længere nord for Rom og erobrede Firenze. Derved kom de tættere på den Gotiske linje. Denne sidste større forsvarslinje gik fra kysten omkring 48 km nord for Pisa, langs Appenninernebjergene mellem Firenze og Bologna til Adriaterhavskysten lige syd for Rimini.
Under Operation Olive, blev den store allierede offensiv i efteråret 1944 startet den 25. august. Det lykkedes både for den britiske 8. Armé og den amerikanske 5. Armé at bryde gennem den gotiske linje, men det var ikke et afgørende gennembrud. Churchill havde håbet på at et gennembrud i efteråret 1944 ville åbne vejen for de vestallieredes hære til at rykke nord- og østpå til Wien og Ungarn, for at stoppe den sovjetiske fremrykning i Østeuropa. Churchills forslag mødte stor modstand fra den amerikanske generalstab, der forstod vigtigheden for Londons efterkrigsinteresser i regionen, men ikke mente at det var relevant for den allierede krigsindsats..
I december 1944 efterfulgte 5. Armés øverstbefalende Mark Clark Harold Alexander, som leder af alle allierede landtropper i Italien, da han blev udnævnt til at lede 15. Armégruppe. I vinteren og foråret 1944-45, blev de italienske partisaners aktiviteter i Norditalien mere omfattende. Fordi der var to italienske regeringer i dette tidsrum, en på hver side, mindede kampene om en borgerkrig.
Fortsættelsen af den allierede offensiv i starten af 1945 var næsten umulig pga. den strenge vinter (der umuliggjorde pansermanøvrer og luftstøtte), flere ønsker om at trække britiske styrker til Grækenland og det canadiske 1. Armékorps til Nordvesteuropa, samt de massive tab under efterårskampene,. De allierede udviklede en strategi kaldet "offensivt forsvar" mens de forberedte sig på det afgørende angreb, når vejret og jordforholdene blev bedre i foråret.
I februar 1945  kæmpede styrker fra det amerikanske IV Armékorps (den brasilianske ekspeditionsstyrke og den nys ankomne amerikanske 10th Mountain Division) i Operation Encore  frem over minefelter i Appenninernebjergene for at få deres frontlinje op til det amerikanske II Armékorps’ frontlinje på den højre flanke. De pressede de tyske forsvarere væk fra deres afgørende stillinger på Monte Castello og den nærtliggende Monte Belvedere. Castelnuovo mistede deres artilleripositioner, som havde domineret indfaldsvejene til Bologna siden det næsten mislykkede allierede forsøg på at indtage byen i efteråret. Samtidigt blev landtransportinfrastrukturen ødelagt, så aksemagterne blev tvunget til at bruge sø-, kanal- og flodtransport for at forsyne tropperne. Det ledte til Operation Bowler mod skibsfarten i Venedigs havn den 21. marts 1945.
De allieredes sidste offensiv begyndte med massive luft- og artilleribombardementer den 9. april 1945. Den 18. april brød styrker fra briternes 8. Armé i øst igennem Argentadalen og sendte panser frem, for at lave en knibtangsmanøvre for at møde det amerikanske IV Armékorps, der rykkede frem fra Appenninernebjergene i det centrale Italien og tilfangetage de sidste forsvarere af Bologna. Den 21. april gik den polske 3. karpathian riffeldivision, den italienske Friuli-gruppe fra 8. Armé og den amerikanske 34th Infantry Division fra 5. Armé, ind i Bologna. 10th Mountain Division, som havde passeret Bologna, nåede Po-floden den 22. april. Den indiske 8. infanteridivision, på 8. Armyé front, nåede floden den næste dag, 23. april.
Den 25. april erklærede de Italienske Partisaners Befrielseskomité en opstand, og på den samme dag, efter at have krydset Po på deres højre side, rykkede styrker fra 8. Armé nordøst til Venedig og Trieste. På den amerikanske 5. Armés front rykkede styrkerne nordpå mod Østrig og nordvestpå til Milano. På arméens venstre side rykkede den amerikanske 92nd Infantry Division (the "Buffalo Soldiers Division") langs kysten til Genova. En hurtig fremrykning til på deres højre side mod Torino af den brasilianske division tog den tysk-italienske armé Liguria med storm, og fik den til at gå i opløsning.
Da april sluttede trak Heeresgruppe C, aksemagternes landstyrker i Italien, sig tilbage på alle fronter og efter at have mistet det meste af deres kampvilje, kunne de kun overgive sig. General Heinrich von Vietinghoff, som havde fået Heeresgruppe Cs kommando efter Kesselring var blevet øverstbefalende for Vestfronten (OB West) ved slutningen af 1944, underskrev, på vegne af de tyske tropper i Italien, en overgivelse den 29. april, der formelt trådte i kraft den 2. maj 1945.

## Fronter
Atlas of the World Battle Fronts fra juli 1943 til august 1945 med en halv måneds interval.
- 1. juli 1943
- 1. november 1943
- 1. juli 1944
- 1. september 1944
- 15. december 1944
- 1. maj 1945

## Fodnoter
1. ↑  ["(engelsk) European Theater". Arkiveret fra originalen 27. juni 2013. Hentet 22. marts 2009. (engelsk) European Theater]
2. ↑  "(engelsk) The Italian Campaign". Arkiveret fra originalen 11. juli 2000. Hentet 22. marts 2009.
3. 1 2  Note fra Gregory Blaxland's. Alexander's Generals (engelsk)., s. 11: Blaxland citerer en meget præcis liste over tab: 59.151 allierede døde mellem 3. september 1943 og 2. maj 1945 og mellem 20 nationaliteter
4. ↑  ["(engelsk) Statistics and Numbers". Arkiveret fra originalen 26. marts 2017. Hentet 22. marts 2009. (engelsk) Statistics and Numbers]
5. ↑  Vær opmærksom på at i Alexander's Generals citere Blaxland en meget præcis liste over tab: 59.151 allierede døde mellem 3. september 1943 og 2. maj 1945 ifølge AFHQ. De døde havde 20 nationaliteter: USA: 20.442; Storbritannien: 18.737; Frankrig, Marokko, Algeriet, Tunesien, Senegal og Belgien: 5.241; Canada: 4.798; Indien, Pakistan og Nepal: 4.078; Polen: 2.028; New Zealand: 1.688; Italien: (eksklusiv irregulære) 917; Sydafrika: 800; Brasilien: 275; Grækenland: 115; Israel: 32. Udover blev 35 soldater dræbt af fjenden, mens de tjente med pionereenheder fra: Botswana, Lesotho, Swaziland, Seychellerne, Mauritius, Sri Lanka, Libanon, Cypern og Vestindien.
6. ↑  Barclay, Brigadier C.N. Mediterranean Operations: Campaign in Italy: August 1944-May 1945. World War II Commemoration. The Story of World War II (engelsk).
7. ↑  Keegan, "The Second World War", s. 368
8. ↑  Carver, s. 4 & 59
9. ↑  Phillips (1957), Arkiveret 22. oktober 2008 hos  Wayback Machine (engelsk) s. 20
10. ↑  Orgill, The Gothic Line, s. 5
11. ↑  Katz, The Battle for Rome
12. 1 2 3 4  Clark, Calculated Risk
13. ↑  Keegan, s. 367
14. ↑  R.Brooks, The War North of Rome, Chps XIX-XX spec. s. 254
15. ↑  D'Este, "World War II in the Mediterranean", s. 193
16. ↑  Moraes, "The Brazilian Expeditionary Force By Its Commander"
17. 1 2 3  Bohmler, Rudolf, Monte Cassino, Chapter XI
18. ↑  Blaxland, s. 254-255
19. ↑  Blaxland, s. 271
20. ↑  Blaxland, s. 272-273
21. ↑  Blaxland, s. 275
22. ↑  Blaxland, s. 277

## Eksterne links
- http://www.italiancampaign.ca Arkiveret 14. marts 2008 hos  Wayback Machine
- http://wwii.ca/page24.html Arkiveret 27. september 2007 hos  Wayback Machine Meget media, fotos og info omkring canadierne i det italienske operationsområde.
- http://www.nzetc.org/tm/scholarly/tei-WH2-1Ita.html Arkiveret 17. november 2007 hos  Wayback Machine
- http://www.nzetc.org/tm/scholarly/tei-WH2-2Ita.html Arkiveret 12. januar 2008 hos  Wayback Machine
- http://www.anvfeb.com.br Arkiveret 24. november 2007 hos  Wayback Machine
- http://www.dalvolturnoacassino.it/asp/n_main.asp Arkiveret 13. februar 2008 hos  Wayback Machine
- http://members.home.nl/ww2propaganda/italy/ Arkiveret 30. september 2007 hos  Wayback Machine En hjemmeside omkring airdropped, shelled or rocket fired propaganda leaflets. Italian campaign.
- http://www.bbc.co.uk/history/worldwars/wwtwo/launch_ani_italy_campaign.shtml Arkiveret 27. november 2007 hos  Wayback Machine
- http://www.army.mil/cmh-pg/books/70-7_12.htm Arkiveret 12. december 2007 hos  Wayback Machine
- http://www.history-online.com/Liberatori Arkiveret 4. februar 2008 hos  Wayback Machine En hjemmeside om gennembruddet ved Po-floden og befrielsen af den lille by Cornuda.
- http://www.remuseum.org.uk/corpshistory/rem_corps_part16.htm Arkiveret 3. maj 2009 hos  Wayback Machine Royal Engineers and Second World War (Italian Campaign)
- http://archives.cbc.ca/IDD-1-71-1471/conflict_war/italian_campaign/ Arkiveret 24. februar 2008 hos  Wayback Machine
- http://www.lacittainvisibile.it/ Arkiveret 2. februar 2008 hos  Wayback Machine Samling af tegn, historier og minder under tiden med den Gotiskelinje.
- http://www.anpi.rimini.it/video.php Arkiveret 12. april 2009 hos  Wayback Machine Samling af historier fra italienske partisaner.